# Peter Sloterdijk

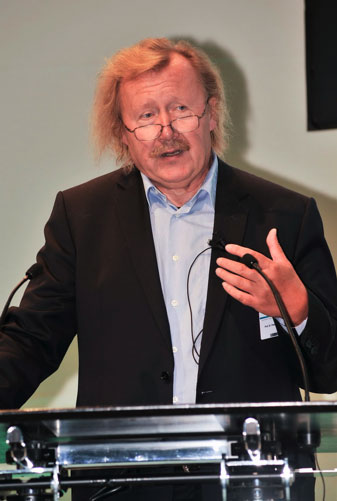
Peter Sloterdijk v roce 2009 (autor: Kurt Steinhausen Fotografie)

Peter Sloterdijk [pétr slotrdajk] (26. června 1947 Karlsruhe) je německý filosof, publicista a spisovatel.

## Život a dílo
Sloterdijk, jehož otec byl Holanďan a matka Němka, studoval filosofii, germanistiku a historii v Mnichově a v Hamburku a 1971 promoval prací o strukturalismu jako hermeneutice. Následovaly práce o M. Foucaultovi a jeho teorii dějin a o autobiografii v předválečném Německu. V letech 1978-1980 žil v ašrámu Osho v Indii a pak jako nezávislý spisovatel. Roku 1983 vydal knihu Kritika cynického rozumu, která se stala bestsellerem a proslavila ho. Následovaly četné další knihy o současných masových společnostech, například o problému drog nebo terorismu, o Nietzschem, Heideggerovi a Derridovi, o budoucnosti Evropy a o náboženských konfliktech.
Od roku 1992 přednášel estetiku a filosofii na Vysoké škole designu v Karlsruhe a od roku 1993 také na Akademii výtvarných umění ve Vídni, kde je od roku 2001 profesorem filosofie kultury a teorie médií. Od téhož roku je také rektorem Vysoké školy designu v Karlsruhe a od roku 2002 moderuje pravidelný pořad německé televize Ve skleníku: filosofický kvartet, věnovaný aktuálním otázkám společnosti. Kromě toho byl hostujícím profesorem v New Yorku, v Paříži a na ETH v Curychu. Za své eseje a nekonvenční filosofické postoje byl vyznamenán řadou cen v Německu a Rakousku.

## Myšlení
Sloterdijk originálním způsobem kombinuje akademickou filosofii s esejistickou fantazií, vtipem a sklonem k nadsázce. Jednou z jeho vůdčích myšlenek je odpor proti všem dualismům, jež podle něho nepatřičně oddělují, co patří k sobě. Ve svém největším díle Sféry I.–III.  (1998–2004) se snaží přivést takové postoje k rozhovoru v „prostorech koexistence“, jež pak také analyzuje. Od „mikrosfér“ jako je mateřské lůno, jež se snažíme během života nahrazovat různými ochrannými institucemi a „makrosférami“ jako jsou národy a státy, Sloterdijk ukazuje, že bez nich nemůžeme žít. Jiným velkým tématem je globalizace, kterou Sloterdijk nevidí jako naprostou novinku, neboť je dávno připravena antickým myšlením i zámořskými objevy.
V eseji Pravidla pro lidskou ZOO (Regeln für den Menschenpark, 1999), kterou Sloterdijk chápe jako odpověď na Heideggerův Dopis o humanismu, představuje civilizace a kultury jako skleníky pro kultivaci lidských bytostí. Jako pečujeme o ohrožené druhy v přírodě, neměli bychom zapomenout na péči o Aristotelovo zóon politikon, člověka jako společenskou bytost. Téma lidského „chovatelství“ vyvolalo v Německu prudké reakce a dokonce i obvinění z rasismu, které Sloterdijk stejně rozhořčeně odmítá.

#### Obecné
- Stránky P. Sloterdijka – en
- S. L. Sorgner, „In Search of Lost Cheekiness, An Introduction to Peter Sloterdijk's Critique of Cynical Reason“, in: Tabula Rasa, 20 (2003) – en Archivováno 22. 2. 2020 na Wayback Machine.
- The Operable Man, Sloterdijkův esej o etice a genových technologiích – en, de
- Přehled linků k polemice o genetice – fr
- Seminář Sloterdijk – Nietzsche – en

#### Interview
- O sférách – en
- O humanismu, terorismu a etice – es Archivováno 27. 9. 2007 na Wayback Machine.
- O sférách, postmoderně a osvícenství – it
- O sobě, o Lacanovi a Oshovi – de Archivováno 1. 3. 2013 na Wayback Machine.